# Twin Engine
Twin Engine Inc. (яп. 株式会社ツインエンジン  Кабусики-гайся Tsuin Enjin) — японская компания по производству и планированию аниме, основанная в октябре 2014 года, Кодзи Ямамото, бывшим исполнительным директором Noitamina на Fuji TV.

## История
В сентябре 2014 года Кодзи Ямамото покинул Fuji TV после 14 лет работы в компании и 10 лет в качестве исполнительного редактора ночного аниме-блока Noitamina. Два месяца спустя он основал Twin Engine для работы над планированием и производством аниме, а также действовать как сеть анимационных студии как в партнерстве, так и в собственности.
В ноябре 2015 года Ямамото вместе с бывшими сотрудниками Manglobe основал Geno Studio, чтобы завершить фильм Genocidal Organ, который остался незавершенным из-за банкротства Manglobe. В 2016 году Twin Engine учредила Twin Engine Digital Animation Studio, которая в основном действует как студия-субподрядчик. Несколько месяцев спустя Twin Engine учредила Relation Inc, компанию, которая в основном занимается рекламой. Примерно в то же время Twin Engine также основала анимационную студию Revoroot.
Помимо Geno Studio, Revoroot и Studio Colorido, которые являются дочерними компаниями Twin Engine, с компанией также сотрудничают другие студии, такие как Science Saru, Wit Studio, Mappa и Lay-duce, причем генеральный директор последней также входит в совет директоров Twin Engine.
С момента своего основания Twin Engine работала над аниме в основном с Fuji Tv в программном блоке Noitamina из-за предыдущих отношений Ямамото с компанией. Но с 2018 года продукция Twin Engine не была эксклюзивной для этого блока и стала частью других ТВ станции.

## Работы

### ТВ Аниме
- Kabaneri of the Iron Fortress (2016) (Главный продюсер: Кодзи Ямамото)
- Dive!! (2017) (Планирование сотрудничества)
- Kokkoku: Moment by Moment (2018) (Производство)
- Karakuri Circus (2018–19) (Производство)
- Dororo (2019) (Производство)
- Vinland Saga (2019) (Производство)
- Babylon (2019) (Производство)
- Pet (2020) (Производство)[8]
- I-Chu: Halfway Through the Idol (2021) (Производство)
- Shine On! Bakumatsu Boys  (2022)  (Планирование)
- Hell's Paradise: Jigokuraku  (2023)  (Планирование сотрудничества)